# Lecithocera tridentata
Lecithocera tridentata is een vlinder uit de familie van de Lecithoceridae. De wetenschappelijke naam van de soort werd voor het eerst geldig gepubliceerd in 1993 door Wu en Liu als Lecithocera (Patouissa) tridentata.

## Voorkomen
De soort komt voor in China.